# International Journal of Plant Sciences
International Journal of Plant Sciences, es una revista que cubre la investigación botánica, incluyendo la genética y la genómica, el desarrollo y la biología celular, bioquímica y fisiología, morfología y estructura, la sistemática, la interacción planta-microorganismos, paleobotánica, la evolución y la ecología. La revista también publica regularmente un importante simposio. Es publicado por la University of Chicago Press. De 1875-1876 fue conocida como el Botanical Bulletin, y de 1876-1991 como Botanical Gazette. (abreviado Bot. Gaz.)